# Caspar Melchior Vorenweg
Caspar Melchior Vorenweg (getauft am 6. September 1753 in Menden (Sauerland); † 1. Januar 1844) war ein deutscher Orgelbauer.

## Leben und Werk
Melchior Vorenweg wurde als drittes Kind des Schreinermeisters Wilhelm Vorenweg und seiner Frau Helena geboren. Durch seinen Vater kam er mit der Orgelbau in Berührung. Dieser wurde 1756 beim Bau der Orgel von Balthasar König in St. Vincenz in Menden als „Strukturmacher“ genannt. Eine Schwester starb 1832, ein älterer Sohn hieß Everhard. Vermutlich erlernte Melchior Vorenweg den Orgelbau bei Christian Ludwig König.
Vorenweg ließ sich spätestens 1789 in Münster nieder. Er war Gründer der westfälischen Orgelfamilie Vorenweg-Kersting, zu der auch sein Neffe Johann Kersting (1784–1854) und dessen Sohn Caspar Melchior Kersting (1815–1879) gehörten. Vorenweg arbeitete später mit seinem Neffen zusammen. Im Jahr 1828 zog er sich weitgehend aus dem Orgelbau zurück und übersiedelte zu Kersting. Vereinzelt übernahm Vorenweg noch Wartungsarbeiten. Er starb am Neujahrstag 1844 mit 91 Jahren nach langer Krankheit. Nach Johann Kersting führte Melchior Kersting die Werkstatt fort, die bis zu seinem Tod im Jahr 1879 bestand.
Vorenweg bereicherte den westfälischen Orgelbau um rheinisch-französische Einflüsse.
Zu seinen Schülern zählte Johann Heinrich Brinkmann (1794–1848), der 1819 in Herford eine Werkstatt eröffnete, und Heinrich Wilhelm Breidenfeld, der bis 1827 bei ihm als Geselle arbeitete, sowie Wilhelm Korffmacher (1787–1860).

## Werkliste (Auswahl)
Nachgewiesen sind von ihm folgende Orgelbauten:
| Jahr      | Ort           | Gebäude                                 | Bild | Manuale | Register | Bemerkungen |
| --------- | ------------- | --------------------------------------- | ---- | ------- | -------- | --- |
| 1784      | Münster       | Minoritenkloster, jetzige Apostelkirche |      | II/P    | 14       | Neubau; 1821 nach St. Lamberti verkauft und in diesem Zuge möglicherweise erweitert (II/P/27)                  |
| 1788      | Cappenberg    | St. Johannes Evangelist                 |      | II/P    | 28       | Neubau; 1825 durch Franz Breil umdisponiert; 2004 durch Klais auf ursprünglichen Zustand restauriert; erhalten |
| 1790      | Drensteinfurt | Pfarrkirche St. Regina                  |      | II/p    | 13       | Neubau; Gehäuse erhalten                                                                                       |
| um 1790   | Borken        | St. Johannes                            |      |         |          | Neubau; nicht erhalten                                                                                         |
| um 1790   | Coesfeld      | Kapuzinerkloster                        |      |         |          | Neubau; nicht erhalten                                                                                         |
| 1794/1795 | Nienborg      | St. Peter und Paul                      |      |         |          | Neubau; einige Register sollen 1950 in neue Klingenhegel-Orgel integriert worden sein                          |
| 1797      | Westbevern    | St. Cornelius und Cyprianus             |      |         |          | Neubau; nicht erhalten                                                                                         |
| 1800      | Ennigerloh    | St. Jakobus                             |      |         |          | Neubau; nicht erhalten                                                                                         |
| 1810      | Coesfeld      | Kapuzinerkloster                        |      |         |          | Neubau; nicht erhalten                                                                                         |
| 1812      | Ladbergen     | Ev. Kirche                              |      | I/p     | 10       | Neubau; Gehäuse des Hauptwerks erhalten                                                                        |
| 1816/1817 | Oldenzaal     | Hervormde Waterstaatskerk               |      | I/p     | 9        | Neubau; 1876 durch Gerardus Elberink auf II/15 erweitert; 1933 mit der Kirche abgebrochen                      |
| 1818/1819 | Ostenfelde    | St. Margaretha                          |      |         |          | Neubau; nicht erhalten                                                                                         |
| 1823–1826 | Münster       | St. Aegidien                            |      |         |          | Neubau, zusammen mit Kersting; nicht erhalten                                                                  |